# Flavi Mosquià
Flavi Mosquià   (462 (Gregorià) - valor desconegut) va ser un polític de l'Imperi Romà d'Orient; va ser nomenat cònsol l'any 512 juntament amb Pau.
Mosquià era fill de Sabinià Magne, magister militum per Illyricum (479-481), i germà de Sabinià, cònsol l'any 505.